# قورباغه نگارین اسپانیایی
قورباغه نگارین اسپانیایی (به اسپانیایی: sapillo pintojo meridional)؛ گونه‌ای از قورباغه است که به خانواده قورباغه‌های نگارین تعلق دارد. این قورباغه بومی انحصاری اسپانیا است.

## شکل ظاهری
قورباغه نگارین اسپانیایی یک دوزیست دارای اندازه متوسط است. بالای سر این جانور به‌طور دائمی دارای لکه‌های قهوه‌ای تیره می‌باشد، در حالی که قسمت پایینی بدنش معمولاً سفید یا زرد است. نرها بین انگشتانشان دارای پرده می‌باشند، در حالی که این پرده در ماده‌ها یا نرهای نابالغ دیده نمی‌شود. در فصل جفتگیری، روی پرده بین انگشتان، گلو و شکم نرهای بالغ پینه‌های سیاه تشکیل می‌شود.(۳)
این قورباغه شباهت‌های بسیاری به قورباغه نگارین ایبری دارد؛ اما چند تفاوت اساسی نیز بین آن‌ها مشاهده می‌شود. گونه اسپانیایی پوزه کوتاه‌تر و پاهای کوچکتری نسبت به همتای ایبریایی خود دارد.

## پراکندگی و زیستگاه
این قورباغه بومی قسمت‌های جنوبی، شرقی و شمال شرقی کشور اسپانیا نیز هست، با این وجود بیشترین تراکم آن در قسمت‌های جنوبی اسپانیا دیده می‌شود.
این موجود غالباً در مناطق باز، درختستان‌های کاج و مناطق پوشیده از درختچه‌ها از سطح دریا گرفته تا حدود ارتفاع ۲۰۰۰ متری از سطح دریا زندگی می‌کند.

## زیست‌شناسی
تا به امروز چیزهای زیادی دربارۀ ساختار زیستی این جانور شناخته نشده‌است. با این وجود گمان می‌رود که ساختار زیستی‌اش بسیار شبیه قورباغه نگارین ایبریایی باشد. این قورباغه تخم‌هایش را در جاهای کم‌عمق و کوچکی که آب در آن جمع شده می‌گذارد.
رژیم غذایی آنها عمدتاً شامل کرم‌ها و حشرات است. با این وجود دیده شده‌است که از نوزادان دیگر قورباغه‌ها و وزغ‌ها نیز تغذیه می‌کنند. (۳) بیشتر فعالیت آن‌ها در شب هاست. نوزادان آن‌ها از مواد گیاهی تغذیه می‌کنند.

## وضعیت
قورباغه نگارین اسپانیایی در لیست قرمز آی یو سی ان، در ردیف در آستانه تهدید قرار دارد. (۱) دلیل این رده‌بندی خشکسالی‌های گسترده اخیر در مناطقی است که این جانور در آن زندگی می‌کند. احتمال قوی وجود دارد که جمعیت‌های پراکنده این جانور در امتداد سواحل مدیترانه منقرض شوند.